# Nanaguna sordida
Nanaguna sordida är en fjärilsart som beskrevs av Alfred Ernest Wileman 1914. Nanaguna sordida ingår i släktet Nanaguna och familjen trågspinnare. Inga underarter finns listade i Catalogue of Life.